# کریستین دسیکا
کریستین دسیکا (ایتالیایی: Christian De Sica؛ زادهٔ ۵ ژانویهٔ ۱۹۵۱) کارگردان، هنرپیشه و فیلم‌نامه‌نویس اهل ایتالیا است.

## گزیدهٔ فیلم‌شناسی
- تعطیلات در مریخ (۲۰۲۰)
- فقیر ولی خیلی ثروتمند (۲۰۱۷)
- فقیر ولی ثروتمند (۲۰۱۶)
- توریست (۲۰۱۰)
- کریسمس در ریو (۲۰۰۸)
- کریسمس عشق (۲۰۰۴)
- کریسمس در هند (۲۰۰۳)
- محافظ بدن (۲۰۰۰)
- پاپاراتزی (۱۹۹۸)
- نجیب و بدجنس (۱۹۹۸)
- هم‌کلاسی‌ها (۱۹۸۸)
- فروشگاه بزرگ (۱۹۸۶)
- مأموران آتش‌نشانی (۱۹۸۵)
- تعطیلات در آمریکا (۱۹۸۴)
- نوبت عاشقی (۱۹۸۳)
- به زور مال من (۱۹۸۲)
- نجیب و پاکدامن (۱۹۸۱)
- دارم یه قایق تفریحی می‌گیرم (۱۹۸۰)
- شیرین‌بیان (۱۹۷۹)
- بیمار خیالی (۱۹۷۹)
- عشق و انرژی (۱۹۷۵)
- دخترخاله (۱۹۷۴)